# Le Midi bouge (chanson)
Pour l’article homonyme, voir Le Midi bouge.
Le Midi bouge est un chant de guerre et de marche composé en 1870 par Paul Arène.

## Histoire
En 1870, Paul Arène est capitaine de francs-tireurs et mène cent Provençaux à la guerre pour lesquels il compose cette chanson. L'air est repris de la Chanson des Filles d'Avignon, autrement dit des Teinturiers d'après les recherches de Charles Maurras. Le Midi bouge devint tellement populaire que l'auteur en fut presque oublié. Le Midi bouge a été décliné en un chant royaliste nommée La France bouge.

## Paroles
Bismark devant Paris 

Disait à moitié gris :

La France est morte 

Son pauvre corps est seul ;

Forçons la porte

Et volons son linceul !

Refrain

Un', deux !

Le Midi bouge

Tout est rouge ! Un, deux !

Nous nous fichons bien d'eux.

Qui veut des ducs, des rois.

Les casques, les croix.

Qui veut les couronnes ?

Qui veut un morceau des trônes 

Berlinois, Badois, 

Saxons, Bavarois ?

Refrain

Bismarck a du mépris

Pour nos pantalons gris

Vive la France ! 

Faisons le sang jaillir.

Et sans garance. 

On saura les rougir !

Refrain

Contre les nouveaux Huns 

Levons-nous, soldats bruns !

Nos mères pleurent, 

Nos hameaux sont brûlés,

Nos frères meurent... 

Levons-nous, vengeons-les !

Refrain

Rends-toi! dit le canon, 

L'arme blanche dit : non ! 

De Krupp, de Dreyse 

Hardi ! Crevons la peau ! 

Quatre-vingt-treize 

Nous prête son drapeau !

Refrain

La baïonnette est là, 

Teignons-la, plongeons-la

Froide et profonde 

Dans le flanc des uhlans,

Et la chair blonde

Des grands cuirassiers blancs ! 

Refrain

Demain sur leurs tombeaux

Les blés seront plus beaux.

Serrons nos lignes.

Nous aurons cet été

Du vin aux vignes

Avec la liberté.

Refrain
— Paul Arène, Poésies de Paul Arène